# 高等航空航天学院
高等航空航天学院（法語：Institut Supérieur de l'Aéronautique et de l'Espace，ISAE）是位于法国图卢兹的法国航空航天工程学校（大学校）。

## 历史
由SUPAERO和ENSICA所谓“和解”（合并）而成。2007年的夏天完成合并。这一举措的目的是利用共享教师和实验资源的手段来增加SUPAERO和ENSICA（两者都隶属于法国国防部）的国际知名度。